# Chlorophorus pelleteri
Chlorophorus pelleteri là một loài bọ cánh cứng trong họ Cerambycidae.